# Statistiche della nazionale maschile di rugby a 15 della Francia
Sono qui di seguito elencate le statistiche relative ai test match disputati dalla Nazionale francese di rugby a 15 dal 1906 a oggi.
Tutte le statistiche sono aggiornate al 27 giugno 2009.

## Statistiche di squadra

### Generali
- Vittoria con il massimo scarto: 77 punti
Francia - Namibia 87-10 (Tolosa, Stadium Municipal, 16 settembre 2007)
- Sconfitta con il massimo scarto: 51 punti
Nuova Zelanda - Francia 61-10 (Wellington, Westpac Stadium, 9 giugno 2007
- Incontro con il massimo numero di punti realizzati: 87 punti
Francia - Namibia 87-10 (cit.)
- Incontro con il massimo numero di punti subìti: 61 punti
Nuova Zelanda - Francia 61-10 (cit.)
- Maggior numero di vittorie consecutive: 10
  - Inizio serie: 6 aprile 1931, Francia - Inghilterra 14-13, (Colombes, Yves-du-Manoir).
  - Fine serie: 17 ottobre 1937, Francia - Italia 27-6 (Parigi, Parco dei Principi).
- Maggior numero di sconfitte consecutive: 18
  - Inizio serie: 28 gennaio 1911, Inghilterra - Francia 37-0 (Londra, stadio di Twickenham).
  - Fine serie: 17 febbraio 1920, Francia - Galles 5-6 (Colombes, Yves-du-Manoir).

### Confronti totali con le altre Nazionali
Vengono considerati in questa tabella solo gli incontri ufficialmente riconosciuti come Full International. Non vengono conteggiati quindi incontri contro rappresentative locali, squadre di club o selezioni diverse dalla Nazionale maggiore (es. i Barbarians o le selezioni A, B, XV et alii). (Tabella aggiornata al 15-3-2014)

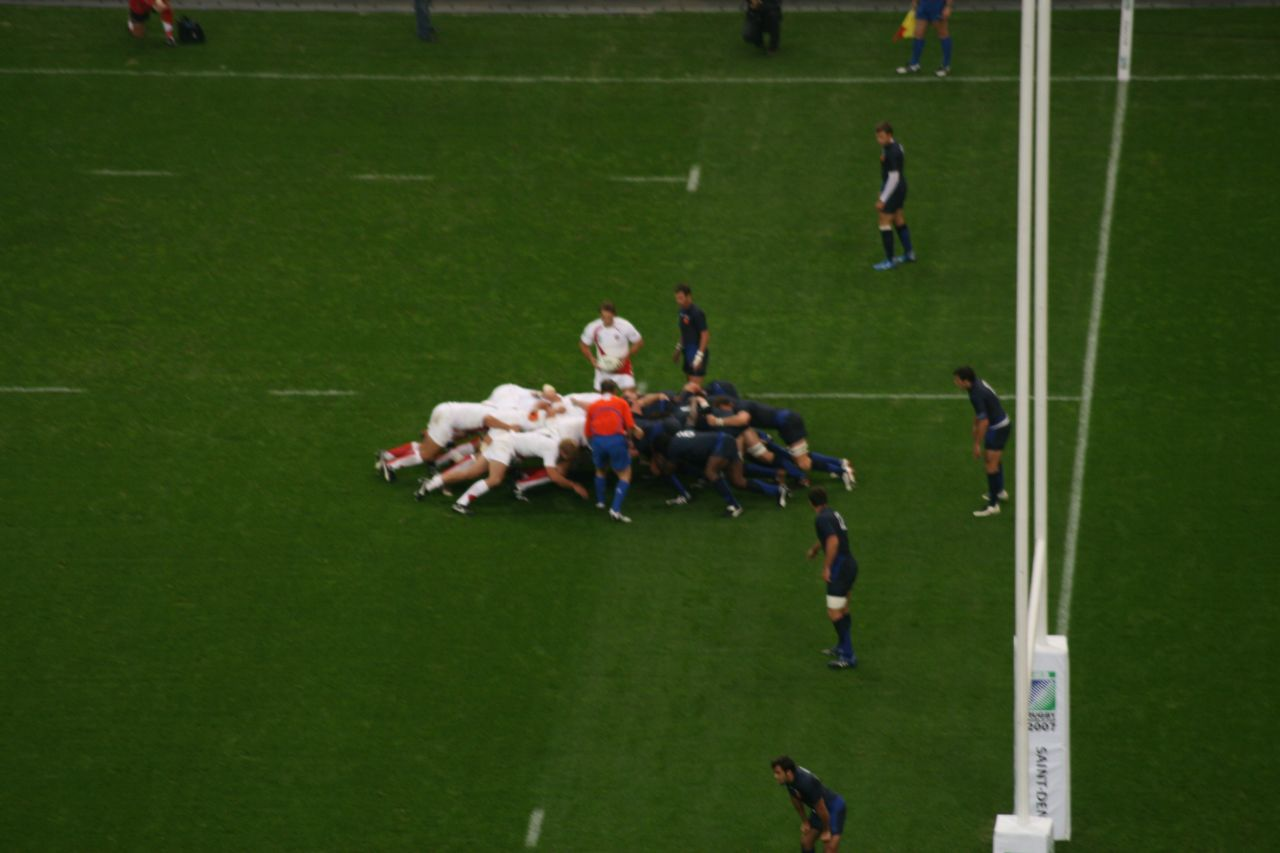
Una fase di un match contro l’, l’avversario più frequentemente incontrato dai francesi

| Avversario     | 1º incontro       | 1ª vittoria       | G   | V   | N  | P   | PF    | PS    | % V/G  |
| -------------- | ----------------- | ----------------- | --- | --- | -- | --- | ----- | ----- | ------ |
| Inghilterra    | 22 marzo 1906     | 2 aprile 1927     | 98  | 38  | 7  | 53  | 1195  | 1498  | 38,78  |
| Galles         | 2 marzo 1908      | 9 aprile 1928     | 92  | 43  | 3  | 46  | 1325  | 1364  | 46,74  |
| Irlanda        | 20 marzo 1909     | 3 aprile 1920     | 92  | 55  | 7  | 30  | 1497  | 1066  | 59,14  |
| Scozia         | 22 gennaio 1910   | 2 gennaio 1911    | 87  | 50  | 3  | 34  | 1228  | 1049  | 57,47  |
| Nuova Zelanda  | 1º gennaio 1906   | 27 febbraio 1954  | 55  | 12  | 1  | 42  | 713   | 1345  | 21,82  |
| Romania        | 4 maggio 1924     | 4 maggio 1924     | 51  | 41  | 2  | 8   | 1322  | 465   | 80,39  |
| Argentina      | 28 agosto 1949    | 28 agosto 1949    | 47  | 34  | 1  | 12  | 1156  | 736   | 72,34  |
| Australia      | 22 gennaio 1928   | 11 gennaio 1948   | 42  | 17  | 2  | 23  | 737   | 870   | 40,48  |
| Sudafrica      | 11 gennaio 1913   | 16 agosto 1958    | 39  | 11  | 6  | 22  | 578   | 783   | 28,21  |
| Italia         | 17 ottobre 1937   | 17 ottobre 1937   | 36  | 33  | 0  | 3   | 1062  | 391   | 91,67  |
| Germania       | 17 aprile 1927    | 17 aprile 1927    | 15  | 13  | 0  | 2   | 298   | 89    | 86,67  |
| Canada         | 13 ottobre 1991   | 13 ottobre 1991   | 8   | 7   | 0  | 1   | 274   | 101   | 87,50  |
| Figi           | 17 ottobre 1964   | 17 ottobre 1964   | 8   | 8   | 0  | 0   | 319   | 96    | 100,00 |
| Stati Uniti    | 10 ottobre 1920   | 10 ottobre 1920   | 7   | 6   | 0  | 1   | 181   | 93    | 85,71  |
| Namibia        | 23 giugno 1990    | 23 giugno 1990    | 5   | 5   | 0  | 0   | 216   | 59    | 100,00 |
| Tonga          | 26 maggio 1995    | 26 maggio 1995    | 5   | 3   | 0  | 2   | 149   | 75    | 60,00  |
| Giappone       | 27 ottobre 1973   | 27 ottobre 1973   | 3   | 3   | 0  | 0   | 128   | 68    | 100,00 |
| Samoa          | 12 gennaio 1999   | 12 gennaio 1999   | 3   | 3   | 0  | 0   | 104   | 41    | 100,00 |
| Cecoslovacchia | 16 dicembre 1956  | 16 dicembre 1956  | 2   | 2   | 0  | 0   | 47    | 9     | 100,00 |
| Germania       | 19 aprile 1954    | 19 aprile 1954    | 2   | 2   | 0  | 0   | 78    | 6     | 100,00 |
| Brasile        | 2 giugno 1974     | 2 giugno 1974     | 1   | 1   | 0  | 0   | 99    | 7     | 100,00 |
| British Lions  | 4 ottobre 1989    |                   | 1   | 0   | 0  | 1   | 27    | 29    | 0,00   |
| Costa d'Avorio | 30 maggio 1995    | 30 maggio 1995    | 1   | 1   | 0  | 0   | 54    | 18    | 100,00 |
| Georgia        | 30 settembre 2007 | 30 settembre 2007 | 1   | 1   | 0  | 0   | 64    | 7     | 100,00 |
| Polonia        | 4 aprile 1976     | 4 aprile 1976     | 1   | 1   | 0  | 0   | 34    | 18    | 100,00 |
| Spagna         | 3 maggio 1985     | 3 maggio 1985     | 1   | 1   | 0  | 0   | 34    | 6     | 100,00 |
| Tunisia        | 6 ottobre 1984    | 6 ottobre 1984    | 1   | 1   | 0  | 0   | 25    | 6     | 100,00 |
| Zimbabwe       | 2 giugno 1987     | 2 giugno 1987     | 1   | 1   | 0  | 0   | 70    | 12    | 100,00 |
| TOTALE         | TOTALE            | TOTALE            | 705 | 393 | 32 | 280 | 13014 | 10307 | 55,74  |

### Confronti in Coppa del Mondo con le altre Nazionali
| Avversario     | G  | V  | N | P  | PF   | PS  | % V/G  |
| -------------- | -- | -- | - | -- | ---- | --- | ------ |
| Nuova Zelanda  | 6  | 2  | 0 | 4  | 111  | 164 | 33,33  |
| Inghilterra    | 5  | 2  | 0 | 3  | 64   | 85  | 40,00  |
| Figi           | 4  | 4  | 0 | 0  | 153  | 62  | 100,00 |
| Argentina      | 3  | 1  | 0 | 2  | 69   | 77  | 33,33  |
| Canada         | 3  | 3  | 0 | 0  | 98   | 52  | 100,00 |
| Irlanda        | 3  | 3  | 0 | 0  | 104  | 36  | 100,00 |
| Scozia         | 3  | 2  | 1 | 0  | 93   | 48  | 66,67  |
| Australia      | 2  | 1  | 0 | 1  | 42   | 59  | 50,00  |
| Giappone       | 2  | 2  | 0 | 0  | 98   | 50  | 100,00 |
| Namibia        | 2  | 2  | 0 | 0  | 134  | 23  | 100,00 |
| Romania        | 2  | 2  | 0 | 0  | 85   | 15  | 100,00 |
| Tonga          | 2  | 1  | 0 | 1  | 52   | 29  | 50,00  |
| Costa d'Avorio | 1  | 1  | 0 | 0  | 54   | 18  | 100,00 |
| Galles         | 2  | 1  | 0 | 1  | 28   | 28  | 50,00  |
| Georgia        | 1  | 1  | 0 | 0  | 64   | 7   | 100,00 |
| Stati Uniti    | 1  | 1  | 0 | 0  | 41   | 14  | 100,00 |
| Sudafrica      | 1  | 0  | 0 | 1  | 15   | 19  | 0,00   |
| Zimbabwe       | 1  | 1  | 0 | 0  | 70   | 12  | 100,00 |
| TOTALE         | 43 | 30 | 1 | 12 | 1356 | 778 | 69,77  |

### Altri incontri internazionali
| Avversario        | G | V | N | P | PF | PS | % V/G  |
| ----------------- | - | - | - | - | -- | -- | ------ |
| Māori All Blacks  | 1 | 0 | 0 | 1 | 3  | 12 | 0,00   |
| Pacific Islanders | 1 | 1 | 0 | 0 | 42 | 17 | 100,00 |
| TOTALE            | 2 | 1 | 0 | 1 | 45 | 29 | 50,00  |

## Statistiche individuali
(aggiornate al 25 novembre 2012)

### Generali
- Maggior numero di presenze: Fabien Pelous (118)
- Maggior numero di punti realizzati: Christophe Lamaison (380)
- Maggior numero di mete segnate: Serge Blanco (38)
- Maggior numero di presenze come capitano: Fabien Pelous (42)

### Dettaglio

#### Presenze in Nazionale

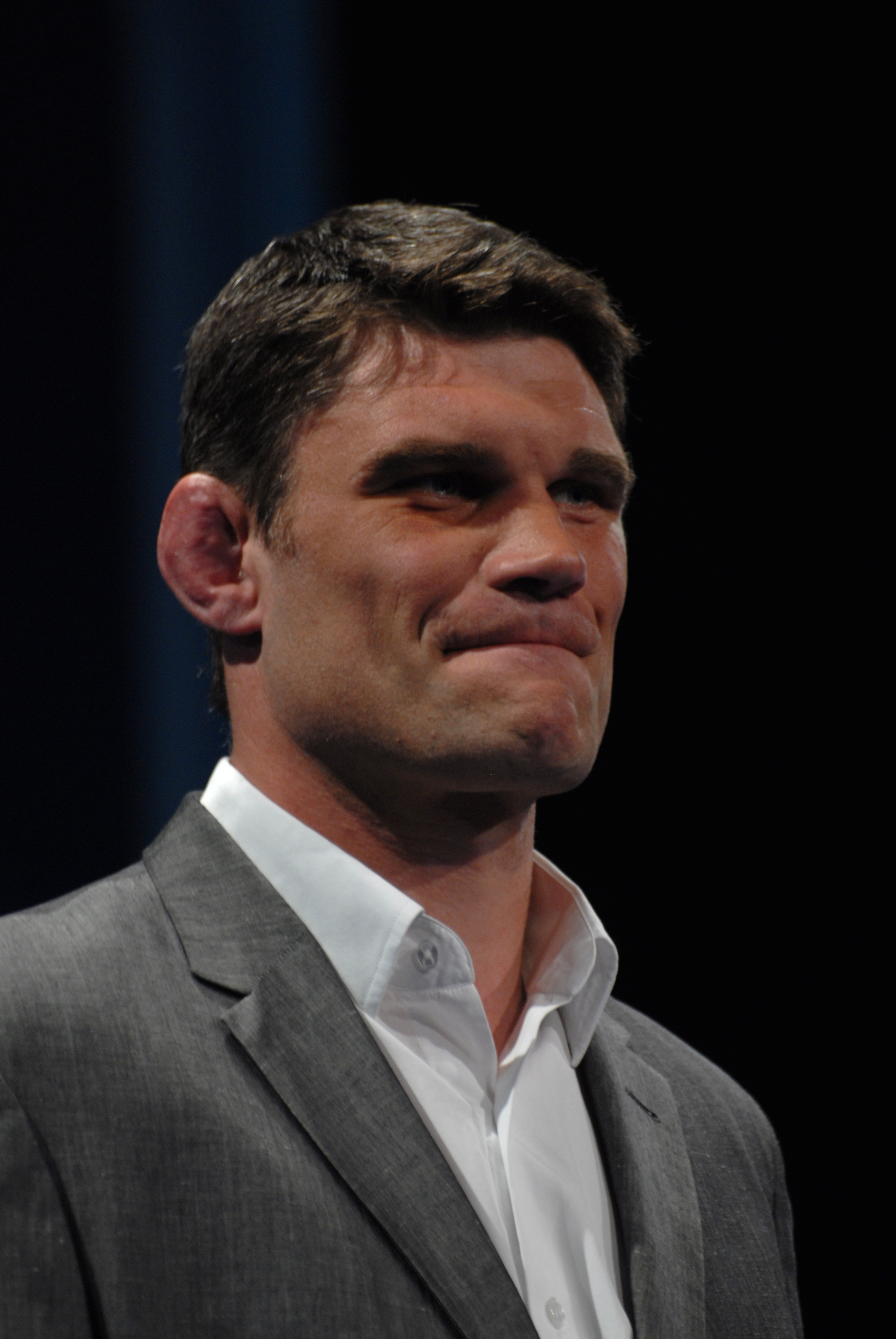
Fabien Pelous, 118 presenze in Nazionale

| Giocatore            | Caps totali | Titolare |
| -------------------- | ----------- | -------- |
| Fabien Pelous        | 118         | 106      |
| Philippe Sella       | 111         | 110      |
| Raphaël Ibañez       | 98          | 75       |
| Serge Blanco         | 93          | 93       |
| Olivier Magne        | 89          | 79       |
| Damien Traille       | 86          | 71       |
| Sylvain Marconnet    | 84          | 58       |
| Imanol Harinordoquy  | 82          | 66       |
| Abdelatif Benazzi    | 78          | 71       |
| Aurélien Rougerie    | 76          | 71       |
| Julien Bonnaire      | 75          | 55       |
| Lionel Nallet        | 74          | 54       |
| Yannick Jauzion      | 73          | 65       |
| Olivier Brouzet      | 71          | 57       |
| Christian Califano   | 71          | 61       |
| Jean-Luc Sadourny    | 71          | 66       |
| Roland Bertranne     | 69          | 69       |
| Pieter de Villiers   | 69          | 53       |
| Philippe Saint-André | 69          | 68       |
| Christophe Dominici  | 67          | 59       |

#### Punti realizzati

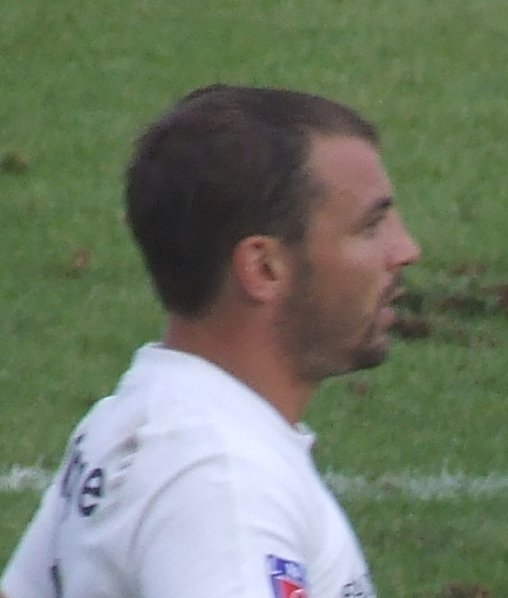
Jean-Baptiste Élissalde, 221 punti in Nazionale

| Giocatore                | Punti |
| ------------------------ | ----- |
| Christophe Lamaison      | 380   |
| Dimitri Yachvili         | 373   |
| Thierry Lacroix          | 367   |
| Didier Camberabero       | 354   |
| Frédéric Michalak        | 329   |
| Morgan Parra             | 280   |
| Gérald Merceron          | 267   |
| Jean-Pierre Romeu        | 265   |
| Thomas Castaignède       | 252   |
| Serge Blanco             | 233   |
| Jean-Baptiste Élissalde  | 214   |
| Jean Patrick Lescarboura | 200   |
| Richard Dourthe          | 183   |
| Michel Vannier           | 180   |
| Vincent Clerc            | 170   |
| Pierre Villepreux        | 166   |
| Philippe Saint-André     | 152   |
| Jean Prat                | 144   |
| Émile N'Tamack           | 135   |
| Philippe Bernat-Salles   | 130   |

#### Mete realizzate

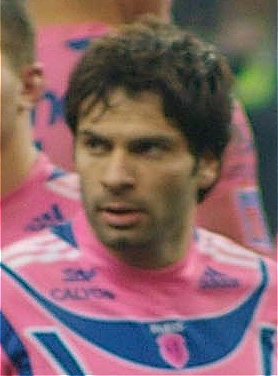
Christophe Dominici, 25 mete in Nazionale

| Giocatore              | mete |
| ---------------------- | ---- |
| Serge Blanco           | 38   |
| Vincent Clerc          | 34   |
| Philippe Saint-André   | 32   |
| Philippe Sella         | 30   |
| Émile N'Tamack         | 26   |
| Philippe Bernat-Salles | 26   |
| Christophe Dominici    | 25   |
| Aurélien Rougerie      | 23   |
| Christian Darrouy      | 23   |
| Yannick Jauzion        | 20   |
| Patrice Lagisquet      | 20   |
| Jean Vincent Dupuy     | 19   |
| Thomas Castaignède     | 18   |
| Roland Bertranne       | 17   |
| Cédric Heymans         | 16   |
| Jean-Luc Sadourny      | 15   |
| Guy Boniface           | 15   |
| Damien Traille         | 14   |
| Jean Baptiste Lafond   | 14   |
| Olivier Magne          | 14   |
| Adolphe Jaureguy       | 14   |

#### Presenze come Capitano
| Giocatore            | Capitano | Caps |
| -------------------- | -------- | ---- |
| Fabien Pelous        | 42       | 118  |
| Raphaël Ibañez       | 41       | 98   |
| Jean-Pierre Rives    | 34       | 59   |
| Philippe Saint-André | 34       | 69   |
| Thierry Dusautoir    | 31       | 54   |
| Daniel Dubroca       | 25       | 33   |
| Fabien Galthié       | 25       | 64   |
| Guy Basquet          | 24       | 33   |
| Michel Crauste       | 22       | 63   |
| Jacques Fouroux      | 21       | 27   |